# Antoinette VII

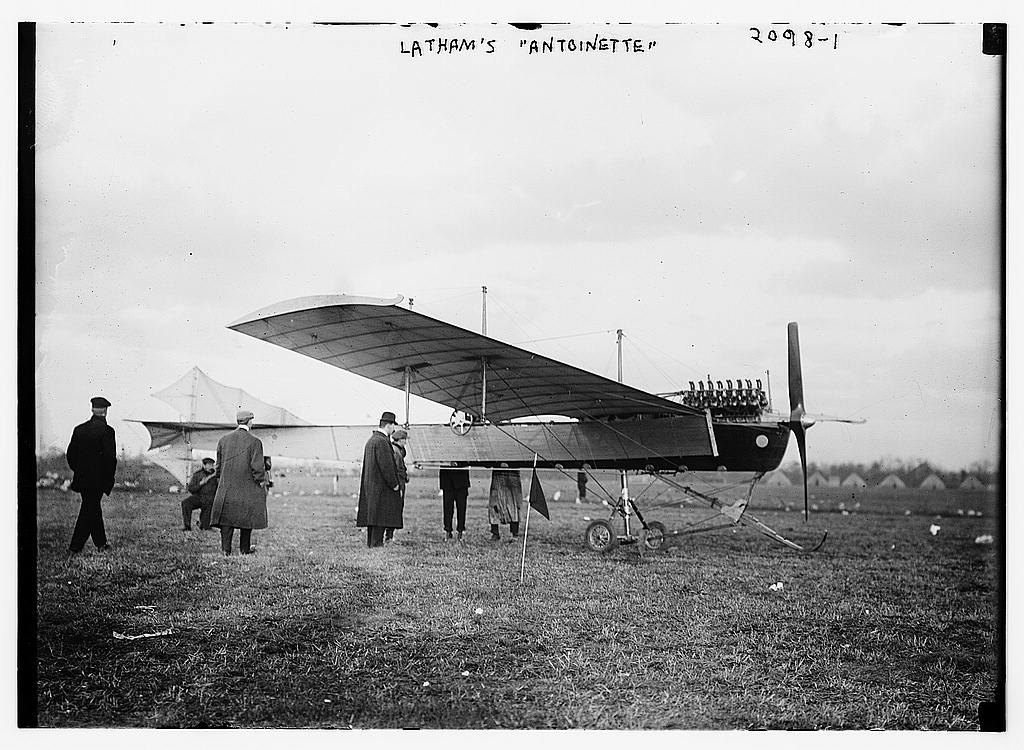
Antoinette VII (1910)

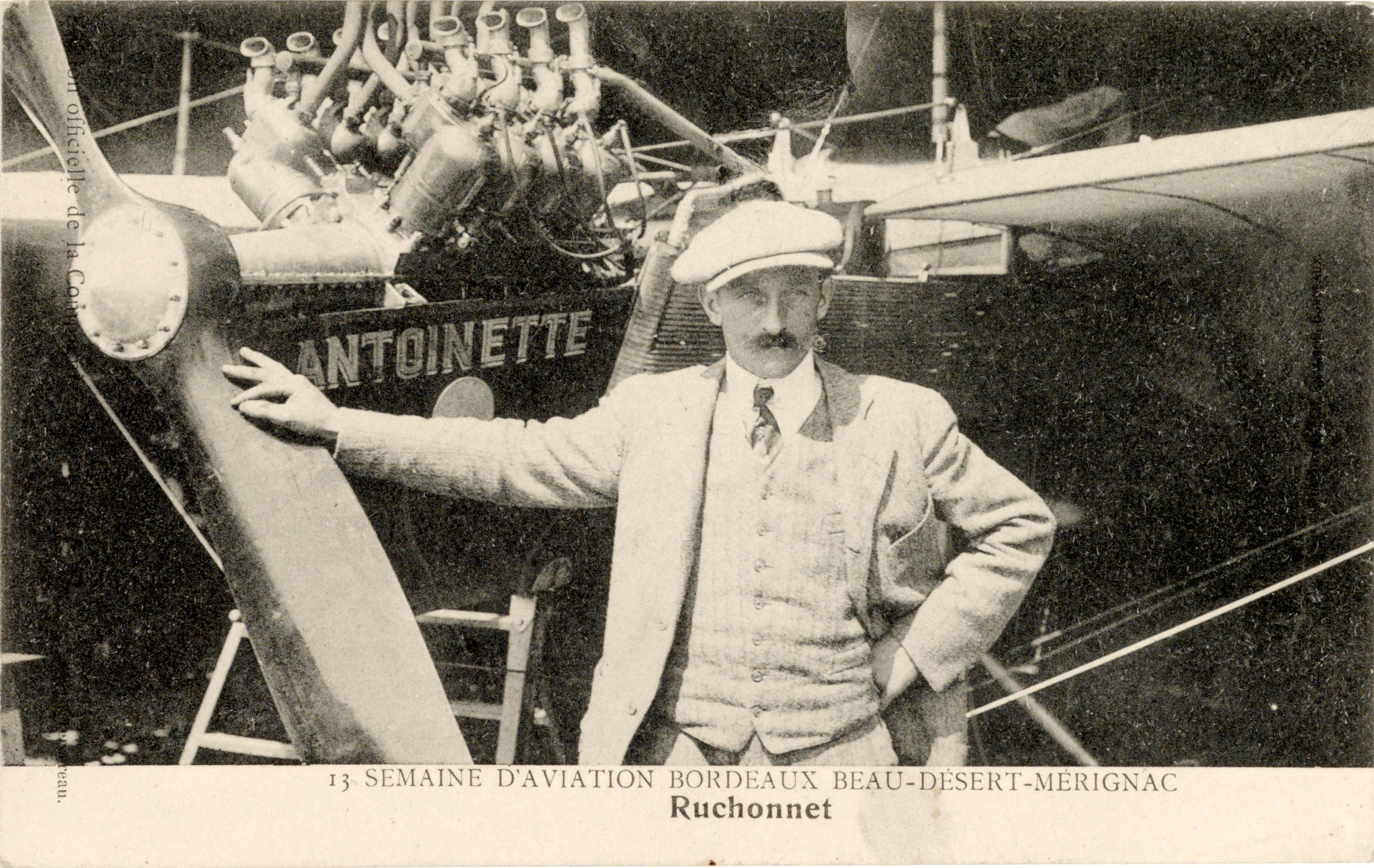
Antoinette VII met een verbeterde propeller. Let op de radiator aan de rompzijkant voor de motorkoeling (Bordeaux, sept. 1910).

De Antoinette VII was een experimenteel Frans eenmotorig schouderdekker vliegtuig dat werd ontworpen door Léon Levasseur, oprichter van de Antoinette vliegtuigfabriek. De eerste vlucht was op 25 juli 1909.

## Ontwerp en Historie
De Antoinette VII was de doorontwikkelde zevende versie van dit type sinds de Antoinette I uit 1907. Het tweepersoons toestel met een slanke romp met een driehoekige doorsnede was gemaakt van hout en linnen, ondersteund door spandraden. De motor was een watergekoelde Antoinette V8. Het vliegtuig werd om de langsas bestuurd door middel van vleugeltordatie, nadat de rolroeren (ailerons) bij de eerdere versie IV niet effectief genoeg waren gebleken. Dit laatste was opmerkelijk, aangezien de meeste andere vliegtuigfabrikanten in die tijd juist andersom evolueerden; van vleugeltordatie naar rolroeren.
Op 27 juli 1909 probeerde testpiloot Hubert Latham over het kanaal naar Engeland te vliegen. Helaas werd hij gedwongen om 1,6 kilometer voor de Engelse kust in het water te landen. Latham behaalde een maand later wel het hoogterecord tijdens de vliegweek van Reims in augustus 1909 waar hij tot een hoogte van 155 meter kwam. En behaalde tevens de tweede prijs in de wedstrijd om de snelst gevlogen ronde met een snelheid van 68,9 km/u.